# Исаак, Давит
Давит Исаак (швед. Dawit Isaak) — шведский драматург, журналист и писатель эритрейского происхождения. Арестован властями во время гонений на представителей СМИ, которые прокатились по Эритрее в сентябре 2001 года. Узник совести по версии Amnesty International. Лауреат всемирной премии ЮНЕСКО/Гильермо Кано за вклад в дело свободы печати (2017).